# Lista załogowych lotów kosmicznych (1991–2000)
Wszystkie daty podane są według czasu uniwersalnego (GMT).
| Misja                        | Data                                 | Załoga | Opis |
| ---------------------------- | ------------------------------------ | --- | --- |
| STS-37 Atlantis              | 5–11 kwietnia 1991                   | Steven R. Nagel, Kenneth D. Cameron, Jerry L. Ross, Jerome Apt III, Linda M. Godwin                                                          | Umieszczenie na orbicie obserwatorium Compton Gamma Ray Observatory. 2 x EVA (Ross, Apt). Astronauci ręcznie rozłożyli zablokowaną antenę na satelicie CGRO. |
| STS-39 Discovery             | 28 kwietnia – 6 maja 1991            | Michael L. Coats, L. Blaine Hammond Jr., Guion S. Bluford Jr., Gregory J. Harbaugh, Richard J. Hieb, Donald R. McMonagle, Charles L. Veach   | Misja wojskowa. Umieszczenie na orbicie i przechwycenie satelity IBSS/SPAS-II. Umieszczenie na orbicie satelitów USA 70, CRO A, CRO B, CRO C. |
| Sojuz TM-12                  | 18 maja – 10 października 1991       | Anatolij P. Arcebarski, Siergiej K. Krikalow, Helen P. Sharman                                                                               | Połączenie ze stacją kosmiczną Mir. 9. załoga podstawowa stacji (Arcebarski i Krikalow). 6 x EVA. Helen Sharman powróciła na Ziemię 26 maja 1991 w Sojuzie TM-11. Siergiej Krikalow pozostał na stacji do 25 marca 1992 i powrócił w Sojuzie TM-13.                               |
| STS-40 Columbia              | 5–14 czerwca 1991                    | Bryan D. O’Connor, Sidney M. Gutierrez, James P. Bagian, Tamara E. Jernigan, M. Rhea Seddon, Francis A. Gaffney, Millie E. Hughes-Fulford    | Eksperymenty medyczne i biologiczne na pokładzie laboratorium Spacelab Life Sciences-1. |
| STS-43 Atlantis              | 2–11 sierpnia 1991                   | John E. Blaha, Michael A. Baker, Shannon W. Lucid, James C. Adamson, G. David Low                                                            | Umieszczenie na orbicie satelity telekomunikacyjnego TDRS-5. |
| STS-48 Discovery             | 12–18 września 1991                  | John O. Creighton, Kenneth S. Reightler Jr., James F. Buchli, Charles D. Gemar, Mark N. Brown                                                | Umieszczenie na orbicie satelity badawczego UARS. |
| Sojuz TM-13                  | 2 października 1991 – 25 marca 1992  | Aleksandr A. Wołkow, Toktar O. Äubäkyrow, Franz A. Viehböck                                                                                  | Połączenie ze stacją Mir. Częściowa wymiana stałej załogi stacji (10. załoga podstawowa: Aleksandr Wołkow i Siergiej Krikalow). 1 x EVA. Toktar Aubakirow i Franz Viehböck powrócili na Ziemię 10 października 1991 w Sojuzie TM-12.                                              |
| STS-44 Atlantis              | 24 listopada – 1 grudnia 1991        | Frederick D. Gregory, Terence T. Henricks, F. Story Musgrave, Mario Runco Jr., James S. Voss, Thomas J. Hennen                               | Misja wojskowa. Umieszczenie na orbicie satelity wczesnego ostrzegania DSP 16 (USA 75). |
| STS-42 Discovery             | 22 – 30 stycznia 1992                | Ronald J. Grabe, Stephen S. Oswald, Norman E. Thagard, David C. Hilmers, William F. Readdy, Roberta L. Bondar, Ulf D. Merbold                | Eksperymenty na pokładzie laboratorium International Microgravity Laboratory-1. |
| Sojuz TM-14                  | 17 marca – 10 sierpnia 1992          | Aleksandr S. Wiktorienko, Aleksandr J. Kaleri, Klaus-Dietrich Flade                                                                          | Połączenie ze stacją Mir. 11. załoga podstawowa stacji (Wiktorienko, Kaleri). 1 x EVA. Flade powrócił 25 marca 1992 w Sojuzie TM-13. |
| STS-45 Atlantis              | 24 marca – 2 kwietnia 1992           | Charles F. Bolden Jr., Brian Duffy, Kathryn D. Sullivan, David C. Leestma, C. Michael Foale, Byron K. Lichtenberg, Dirk D. Frimout           | Badania atmosfery ziemskiej przy użyciu aparatury laboratorium ATLAS-1. |
| STS-49 Endeavour             | 7 – 16 maja 1992                     | Daniel C. Brandenstein, Kevin P. Chilton, Pierre J. Thuot, Kathryn C. Thornton, Richard J. Hieb, Thomas D. Akers, Bruce E. Melnick           | Pierwszy lot nowego wahadłowca. Przechwycenie satelity Intelsat VI (F-3) i po dołączeniu nowego silnika ponowne umieszczenie go na orbicie. 4 x EVA (Thuot, Hieb, Akers, Thornton), w tym po raz pierwszy wyjście przez jednocześnie trzech astronautów.                          |
| STS-50 Columbia              | 25 czerwca – 9 lipca 1992            | Richard N. Richards, Kenneth D. Bowersox, Bonnie J. Dunbar, Ellen S. Baker, Carl J. Meade, Lawrence J. DeLucas, Eugene H. Trinh              | Eksperymenty w warunkach mikrograwitacji na pokładzie laboratorium U.S. Microgravity Laboratory-1. |
| Sojuz TM-15                  | 27 lipca 1992 – 1 lutego 1993        | Anatolij J. Sołowjow, Siergiej W. Awdiejew, Michel A.C. Tognini                                                                              | Połączenie ze stacją Mir. 12. załoga podstawowa stacji (Sołowjow, Awdiejew). 4 x EVA. Tognini powrócił 10 sierpnia 1992 w Sojuzie TM-14. |
| STS-46 Atlantis              | 31 lipca – 8 sierpnia 1992           | Loren J. Shriver, Andrew M. Allen, Jeffrey A. Hoffman, Franklin R. Chang-Díaz, Claude Nicollier, Marsha S. Ivins, Franco E. Malerba          | Umieszczenie na orbicie satelity EURECA. Eksperyment z satelitą na uwięzi TSS-1. |
| STS-47 Endeavour             | 12 – 20 września 1992                | Robert L. Gibson, Curtis L. Brown Jr., Mark C. Lee, N. Jan Davis, Jerome Apt III, Mae C. Jemison, Mamoru Mōri                                | Eksperymenty na pokładzie laboratorium Spacelab-J. |
| STS-52 Columbia              | 22 października – 1 listopada 1992   | James D. Wetherbee, Michael A. Baker, Charles L. Veach, William M. Shepherd, Tamara E. Jernigan, Steven G. MacLean                           | Umieszczenie na orbicie satelity geodezyjnego LAGEOS-II. Eksperymenty w warunkach mikrograwitacji (ładunek U.S. Microgravity Payload-1). |
| STS-53 Discovery             | 2 – 9 grudnia 1992                   | David M. Walker, Robert D. Cabana, Guion S. Bluford Jr., James S. Voss, Michael R. Clifford                                                  | Misja wojskowa. Umieszczenie na orbicie satelity SDS B-3 (USA-89). |
| STS-54 Endeavour             | 13 – 19 stycznia 1993                | John H. Casper, Donald R. McMonagle, Mario Runco Jr., Gregory J. Harbaugh, Susan J. Helms                                                    | Umieszczenie na orbicie satelity telekomunikacyjnego TDRS-6. 1 x EVA (Runco, Harbaugh). |
| Sojuz TM-16                  | 24 stycznia – 22 lipca 1993          | Giennadij M. Manakow, Aleksandr F. Poleszczuk                                                                                                | Połączenie ze stacją Mir. 13. załoga podstawowa stacji. 2 x EVA. |
| STS-56 Discovery             | 8 – 17 kwietnia 1993                 | Kenneth D. Cameron, Stephen S. Oswald, C. Michael Foale, Kenneth D. Cockrell, Ellen L. Ochoa                                                 | Badania atmosfery ziemskiej przy użyciu aparatury laboratorium ATLAS-2. Umieszczenie na orbicie i przechwycenie satelity SPARTAN-201. |
| STS-55 Columbia              | 26 kwietnia – 6 maja 1993            | Steven R. Nagel, Terence T. Henricks, Jerry L. Ross, Charles J. Precourt, Bernard A. Harris Jr., Ulrich H. Walter, Hans W. Schlegel          | Eksperymenty na pokładzie laboratorium Spacelab D-2. |
| STS-57 Endeavour             | 21 czerwca – 1 lipca 1993            | Ronald J. Grabe, Brian Duffy, G. David Low, Nancy J. Sherlock, Peter J.K. Wisoff, Janice E. Voss                                             | Eksperymenty na pokładzie laboratorium Spacehab-1. Przechwycenie i dostarczenie na Ziemię satelity EURECA. 1 x EVA (Low, Wisoff). |
| Sojuz TM-17                  | 1 lipca 1993 – 14 stycznia 1994      | Wasilij W. Cyblijew, Aleksandr A. Sieriebrow, Jean-Pierre Haigneré                                                                           | Połączenie ze stacją Mir. 14. załoga podstawowa stacji (Cyblijew, Sieriebrow). 5 x EVA. Haigneré powrócił 22 lipca 1993 w Sojuzie TM-16. |
| STS-51 Discovery             | 12 – 22 września 1993                | Frank L. Culbertson Jr., William F. Readdy, James H. Newman, Daniel W. Bursch, Carl E. Walz                                                  | Umieszczenie na orbicie doświadczalnego satelity telekomunikacyjnego ACTS. Umieszczenie na orbicie i przechwycenie satelity ORFEUS-SPAS. 1 x EVA (Newman, Walz). |
| STS-58 Columbia              | 18 października – 1 listopada 1993   | John E. Blaha, Richard A. Searfoss, M. Rhea Seddon, William S. McArthur Jr., David A. Wolf, Shannon W. Lucid, Martin J. Fettman              | Eksperymenty medyczne i biologiczne na pokładzie laboratorium Spacelab Life Sciences-2. |
| STS-61 Endeavour             | 2 – 13 grudnia 1993                  | Richard O. Covey, Kenneth D. Bowersox, F. Story Musgrave, Kathryn C. Thornton, Claude Nicollier, Jeffrey A. Hoffman, Thomas D. Akers         | Pierwsza misja serwisowa do teleskopu Hubble’a. Wykonanie napraw teleskopu. 5 x EVA (Hoffman, Musgrave, Thorrnton, Akers). |
| Sojuz TM-18                  | 8 stycznia – 9 lipca 1994            | Wiktor M. Afanasjew, Jurij W. Usaczow, Walerij W. Polakow                                                                                    | Połączenie ze stacją Mir. 15. załoga podstawowa stacji. Polakow powrócił 22 marca 1995 w Sojuzie TM-20, po ustanowieniu rekordu długości lotu kosmicznego: 437d 17h 58min. |
| STS-60 Discovery             | 3 – 11 lutego 1994                   | Charles F. Bolden Jr., Kenneth S. Reightler Jr., N. Jan Davis, Ronald M. Sega, Franklin R. Chang-Díaz, Siergiej K. Krikalow                  | Eksperymenty na pokładzie laboratorium Spacehab-2. Umieszczenie na orbicie satelitów ODERACS A-F i Bremsat oraz próba umieszczenia satelity WSF. |
| STS-62 Columbia              | 4 – 18 marca 1994                    | John H. Casper, Andrew M. Allen, Pierre J. Thuot, Charles D. Gemar, Marsha S. Ivins                                                          | Eksperymenty w warunkach mikrograwitacji (ładunki U.S. Microgravity Payload-2 i OAST-2). |
| STS-59 Endeavour             | 9 – 20 kwietnia 1994                 | Sidney M. Gutierrez, Kevin P. Chilton, Jerome Apt III, Michael R. U. Clifford, Linda M. Godwin, Thomas D. Jones                              | Obserwacje radarowe powierzchni Ziemi przy użyciu Space Radar Laboratory-1. |
| Sojuz TM-19                  | 1 lipca – 4 listopada 1994           | Jurij I. Malenczenko, Tałgat A. Musabajew | Połączenie ze stacją Mir. 16. załoga podstawowa stacji. 2 x EVA. |
| STS-65 Columbia              | 8 – 23 lipca 1994                    | Robert D. Cabana, James D. Halsell Jr., Richard J. Hieb, Carl E. Walz, Leroy Chiao, Donald A. Thomas, Chiaki Mukai                           | Eksperymenty na pokładzie laboratorium International Microgravity Laboratory-2. |
| STS-64 Discovery             | 9 – 20 września 1994                 | Richard N. Richards, L. Blaine Hammond Jr., Jerry M. Linenger, Susan J. Helms, Carl J. Meade, Mark C. Lee                                    | Obserwacje atmosfery przy użyciu lidaru. Umieszczenie na orbicie i przechwycenie satelity SPARTAN-201. 1 x EVA (Lee, Meade). |
| STS-68 Endeavour             | 30 września – 11 października 1994   | Michael A. Baker, Terrence W. Wilcutt, Thomas D. Jones, Steven L. Smith, Daniel W. Bursch, Peter J.K. Wisoff                                 | Obserwacje radarowe powierzchni Ziemi przy użyciu Space Radar Laboratory-2. |
| Sojuz TM-20                  | 3 października 1994 – 22 marca 1995  | Aleksandr S. Wiktorienko, Jelena W. Kondakowa, Ulf D. Merbold                                                                                | Połączenie ze stacją Mir. 17. załoga podstawowa stacji (Wiktorienko, Kondakowa). Merbold powrócił 4 listopada 1994 w Sojuzie TM-19. |
| STS-66 Atlantis              | 3 – 14 listopada 1994                | Donald R. McMonagle, Curtis L. Brown Jr., Ellen L. Ochoa, Scott E. Parazynski, Joseph R. Tanner, Jean-François A. Clervoy                    | Badania atmosfery ziemskiej przy użyciu aparatury laboratorium ATLAS-3. Umieszczenie na orbicie i przechwycenie satelity CRISTA-SPAS. |
| STS-63 Discovery             | 3 – 11 lutego 1995                   | James D. Wetherbee, Eileen M. Collins, C. Michael Foale, Janice E. Voss, Bernard A. Harris Jr., Władimir G. Titow                            | Zbliżenie do stacji Mir na odległość 11 m. Eksperymenty na pokładzie laboratorium Spacehab-3. Umieszczenie na orbicie satelitów ODERACS 2A-2F. Umieszczenie na orbicie i przechwycenie satelity SPARTAN-204. 1 x EVA (Foale, Harris).                                             |
| STS-67 Endeavour             | 2 – 18 marca 1995                    | Stephen S. Oswald, William G. Gregory, Tamara E. Jernigan, John M. Grunsfeld, Wendy B. Lawrence, Ronald A. Parise, Samuel T. Durrance        | Lot z laboratorium ASTRO-2. Obserwacje astronomiczne w zakresie promieniowania ultrafioletowego. |
| Sojuz TM-21                  | 14 marca – 7 lipca 1995              | Władimir N. Dieżurow, Giennadij M. Striekałow, Norman E. Thagard                                                                             | Połączenie ze stacją Mir. 18. załoga podstawowa stacji. 5 x EVA (Dieżurow, Striekałow). Załoga powróciła na pokładzie STS-71. |
| STS-71 Atlantis              | 27 czerwca – 7 lipca 1995            | Robert L. Gibson, Charles J. Precourt, Ellen S. Baker, Bonnie J. Dunbar, Gregory J. Harbaugh, Anatolij J. Sołowjow, Nikołaj M. Budarin       | Pierwsze połączenie wahadłowca ze stacją Mir. Wymiana załogi stacji: załoga 19. pozostała na stacji (Sołowjow i Budarin - w trakcie misji 3 x EVA, powrót 11 września 1995 w Sojuzie TM-21), załoga 18. powróciła na Ziemię. Eksperymenty na pokładzie laboratorium Spacelab-Mir. |
| STS-70 Discovery             | 13 – 22 lipca 1995                   | Terence T. Henricks, Kevin R. Kregel, Nancy J. Currie, Donald A. Thomas, Mary E. Weber                                                       | Umieszczenie na orbicie satelity telekomunikacyjnego TDRS-7. |
| Sojuz TM-22                  | 3 września 1995 – 29 lutego 1996     | Jurij P. Gidzenko, Siergiej W. Awdiejew, Thomas A. Reiter                                                                                    | Połączenie ze stacją Mir. 20. załoga podstawowa stacji. 3 wyjścia w otwarty kosmos. |
| STS-69 Endeavour             | 7 – 18 września 1995                 | David M. Walker, Kenneth D. Cockrell, James S. Voss, James H. Newman, Michael L. Gernhardt                                                   | Umieszczenie na orbicie i przechwycenie satelitów SPARTAN-201-03 i WSF-2. 1 x EVA (Voss, Gernhardt). |
| STS-73 Columbia              | 20 października – 5 listopada 1995   | Kenneth D. Bowersox, Kent V. Rominger, Kathryn C. Thornton, Catherine G. Coleman, Michael E. Lopez-Alegria, Fred W. Leslie, Albert Sacco Jr. | Eksperymenty w warunkach mikrograwitacji na pokładzie laboratorium U.S. Microgravity Laboratory-2. |
| STS-74 Atlantis              | 12 – 20 listopada 1995               | Kenneth D. Cameron, James D. Halsell Jr., Jerry L. Ross, William S. McArthur Jr., Chris A. Hadfield                                          | Połączenie ze stacją Mir. Dołączenie do stacji modułu cumowniczego. |
| STS-72 Endeavour             | 11 – 20 stycznia 1996                | Brian Duffy, Brent W. Jett Jr., Leroy Chiao, Daniel T. Barry, Winston E. Scott, Kōichi Wakata                                                | Przechwycenie i sprowadzenie na Ziemię satelity Space Flyer Unit. Umieszczenie na orbicie i przechwycenie satelity OAST-Flyer. 2 x EVA (Chiao, Barry, Scott). |
| Sojuz TM-23                  | 21 lutego – 2 września 1996          | Jurij I. Onufrijenko, Jurij W. Usaczow | Połączenie ze stacją Mir. 21. załoga podstawowa stacji. 6 x EVA. |
| STS-75 Columbia              | 22 lutego – 9 marca 1996             | Andrew M. Allen, Scott J. Horowitz, Franklin R. Chang-Díaz, Maurizio Cheli, Jeffrey A. Hoffman, Claude Nicollier, Umberto Guidoni            | Eksperyment z satelitą na uwięzi TSS-1R - utrata satelity. Eksperymenty w warunkach mikrograwitacji (ładunek U.S. Microgravity Payload-3). |
| STS-76 Atlantis              | 22 – 31 marca 1996                   | Kevin P. Chilton, Richard A. Searfoss, Shannon W. Lucid, Linda M. Godwin, Michael R. Clifford, Ronald M. Sega                                | Połączenie ze stacją Mir. Lucid dołączyła do stałej załogi stacji. 1 x EVA (Godwin, Clifford). |
| STS-77 Endeavour             | 19 – 29 maja 1996                    | John H. Casper, Curtis L. Brown Jr., Daniel W. Bursch, Mario Runco Jr., J.J.-P. Marc Garneau, Andrew S.W. Thomas                             | Eksperymenty na pokładzie laboratorium Spacehab-4. Umieszczenie na orbicie i przechwycenie satelity SPARTAN-207. Umieszczenie na orbicie satelity PAMS-STU. |
| STS-78 Columbia              | 20 czerwca – 7 lipca 1996            | Terence T. Henricks, Kevin R. Kregel, Susan J. Helms, Richard M. Linnehan, Charles E. Brady Jr., Jean-Jacques Favier, Robert B. Thirsk       | Eksperymenty na pokładzie laboratorium Life and Microgravity Spacelab. |
| Sojuz TM-24                  | 17 sierpnia 1996 – 2 marca 1997      | Walerij G. Korzun, Aleksandr J. Kaleri, Claudie André-Deshays                                                                                | Połączenie ze stacją Mir. 22. załoga podstawowa stacji (Korzun, Kaleri). 2 x EVA. Andrè-Deshays powróciła 2 września 1996 w Sojuzie TM-23. |
| STS-79 Atlantis              | 16 – 26 września 1996                | William F. Readdy, Terrence W. Wilcutt, Thomas D. Akers, John E. Blaha, Jerome Apt III, Carl E. Walz                                         | Połączenie ze stacją Mir. Blaha dołączył do stałej załogi stacji; na Ziemię powróciła Shannon Lucid. |
| STS-80 Columbia              | 19 listopada – 7 grudnia 1996        | Kenneth D. Cockrell, Kent V. Rominger, Tamara E. Jernigan, Thomas D. Jones, F. Story Musgrave                                                | Umieszczenie na orbicie i przechwycenie satelitów ORFEUS-SPAS-02 i WSF-3. |
| STS-81 Atlantis              | 12 – 22 stycznia 1997                | Michael A. Baker, Brent W. Jett Jr., John M. Grunsfeld, Marsha S. Ivins, Peter J.K. Wisoff, Jerry M. Linenger                                | Połączenie ze stacją Mir. Linenger dołączył do stałej załogi stacji; na Ziemię powrócił John Blaha. |
| Sojuz TM-25                  | 10 lutego – 14 sierpnia 1997         | Wasilij W. Cyblijew, Aleksandr I. Łazutkin, Reinhold Ewald                                                                                   | Połączenie ze stacją Mir. 23. załoga podstawowa stacji (Cyblijew, Łazutkin). 1 x EVA (Cyblijew, Linenger). W czasie lotu liczne awarie, w tym pożar (23 lutego 1997) i dehermetyzacja modułu Spiektr (25 czerwca 1997). Ewald powrócił 2 marca 1997 w Sojuzie TM-24.              |
| STS-82 Discovery             | 11 – 21 lutego 1997                  | Kenneth D. Bowersox, Scott J. Horowitz, Mark C. Lee, Steven A. Hawley, Gregory J. Harbaugh, Steven L. Smith, Joseph R. Tanner                | Druga misja serwisowa do teleskopu Hubble’a. 5 x EVA (Lee, Smith, Harbaugh, Tanner). |
| STS-83 Columbia              | 4 – 8 kwietnia 1997                  | James D. Halsell Jr., Susan L. Still, Janice E. Voss, Donald A. Thomas, Michael L. Gernhardt, Roger K. Crouch, Gregory T. Linteris           | Eksperymenty na pokładzie laboratorium Microgravity Science Laboratory-1 (MSL-1). Misja została skrócona z powodu awarii ogniwa paliwowego. |
| STS-84 Atlantis              | 15 – 24 maja 1997                    | Charles J. Precourt, Eileen M. Collins, C. Michael Foale, Carlos I. Noriega, Edward T. Lu, Jean-François Clervoy, Jelena W. Kondakowa        | Połączenie ze stacją Mir. Foale dołączył do stałej załogi stacji; na Ziemię powrócił Jerry Linenger. |
| STS-94 Columbia              | 1 – 17 lipca 1997                    | James D. Halsell Jr., Susan L. Still, Janice E. Voss, Donald A. Thomas, Michael L. Gernhardt, Roger K. Crouch, Gregory T. Linteris           | Powtórzenie misji STS-83. Eksperymenty na pokładzie laboratorium Microgravity Science Laboratory-1 (MSL-1). |
| Sojuz TM-26                  | 5 sierpnia 1997 – 19 lutego 1998     | Anatolij J. Sołowjow, Paweł W. Winogradow | Połączenie ze stacją Mir. 24. załoga podstawowa stacji. 7 x EVA (Sołowjow, Winogradow, Foale, Wolf). |
| STS-85 Discovery             | 7 – 19 sierpnia 1997                 | Curtis L. Brown Jr., Kent V. Rominger, N. Jan Davis, Robert L. Curbeam Jr., Stephen K. Robinson, Bjarni V. Tryggvason                        | Umieszczenie na orbicie i przechwycenie satelity CRISTA-SPAS-02. |
| STS-86 Atlantis              | 26 września – 6 października 1997    | James D. Wetherbee, Michael J. Bloomfield, Władimir G. Titow, Scott E. Parazynski, Jean-Loup J.M. Chrétien, Wendy B. Lawrence, David A. Wolf | Połączenie ze stacją Mir. Wolf dołączył do stałej załogi stacji; na Ziemię powrócił Michael Foale. 1 x EVA (Titow, Parazynski). |
| STS-87 Columbia              | 19 listopada – 5 grudnia 1997        | Kevin R. Kregel, Steven W. Lindsey, Winston E. Scott, Kalpana Chawla, Takao Doi, Łeonid K. Kadeniuk                                          | Umieszczenie na orbicie i przechwycenie satelity SPARTAN-201-04. Eksperymenty w warunkach mikrograwitacji (ładunek U.S. Microgravity Payload-4). 2 x EVA (Scott, Doi). |
| STS-89 Endeavour             | 23 – 31 stycznia 1998                | Terrence W. Wilcutt, Joe F. Edwards Jr., Bonnie J. Dunbar, Michael P. Anderson, James F. Reilly II, Saliżan S. Szaripow, Andrew S.W. Thomas  | Połączenie ze stacją Mir. Thomas dołączył do stałej załogi stacji; na Ziemię powrócił David Wolf. |
| Sojuz TM-27                  | 29 stycznia – 25 sierpnia 1998       | Tałgat A. Musabajew, Nikołaj M. Budarin, Léopold Eyharts                                                                                     | Połączenie ze stacją Mir. 25. załoga podstawowa stacji (Musabajew, Budarin). 5 x EVA. Eyharts powrócił 19 lutego 1998 w Sojuzie TM-26. |
| STS-90 Columbia              | 17 kwietnia – 3 maja 1998            | Richard A. Searfoss, Scott D. Altman, Richard M. Linnehan, Dafydd R. Williams, Kathryn P. Hire, Jay C. Buckey Jr., James A. Pawelczyk        | Eksperymenty na pokładzie laboratorium Neurolab (ostatni lot laboratorium Spacelab). |
| STS-91 Discovery             | 2 – 12 czerwca 1998                  | Charles J. Precourt, Dominic L. P. Gorie, Wendy B. Lawrence, Franklin R. Chang-Díaz, Janet L. Kavandi, Walerij W. Riumin                     | Ostatnie połączenie wahadłowca ze stacją Mir. Na Ziemię powrócił Andrew Thomas. |
| Sojuz TM-28                  | 13 sierpnia 1998 – 28 lutego 1999    | Giennadij I. Padałka, Siergiej W. Awdiejew, Jurij M. Baturin                                                                                 | Połączenie ze stacją Mir. 26. załoga podstawowa stacji (Padałka, Awdiejew). 2 x EVA. Baturin powrócił 25 sierpnia 1998 w Sojuzie TM-27. Awdiejew powrócił 28 sierpnia 1999 w Sojuzie TM-29 (lot długości 379d 14h 52min).                                                         |
| STS-95 Discovery             | 29 października – 7 listopada 1998   | Curtis L. Brown Jr., Steven W. Lindsey, Scott E. Parazynski, Stephen K. Robinson, Pedro F.D. Duque, Chiaki Mukai, John H. Glenn Jr.          | Eksperymenty na pokładzie laboratorium Spacehab. Umieszczenie na orbicie i przechwycenie satelity SPARTAN-201-05. Umieszczenie na orbicie satelity PANSAT. Lot najstarszego astronauty, Johna Glenna, w wieku 77 lat.                                                             |
| STS-88 Endeavour (ISS-2A)    | 4 – 16 grudnia 1998                  | Robert D. Cabana, Frederick W. Sturckow, Nancy J. Currie, Jerry L. Ross, James H. Newman, Siergiej K. Krikalow                               | Początek montażu Międzynarodowej Stacji Kosmicznej. Przyłączenie modułu Unity do modułu Zaria. 3 x EVA (Ross, Newman). Umieszczenie na orbicie satelitów SAC-A i MightySat-1. |
| Sojuz TM-29                  | 20 lutego – 28 sierpnia 1999         | Wiktor M. Afanasjew, Jean-Pierre Haigneré, Ivan Bella                                                                                        | Połączenie ze stacją Mir. 27. załoga podstawowa stacji (Afanasjew, Haigneré). 3 x EVA. Bella powrócił 28 lutego 1999 w Sojuzie TM-28. |
| STS-96 Discovery (ISS-2A.1)  | 27 maja – 6 czerwca 1999             | Kent V. Rominger, Rick D. Husband, Ellen L. Ochoa, Tamara E. Jernigan, Daniel T. Barry, Julie Payette, Walerij I. Tokariew                   | Połączenie z Międzynarodową Stację Kosmiczną. Dostarczenie zaopatrzenia w module Spacehab. 1 x EVA (Jernigan, Barry). Umieszczenie na orbicie satelity STARSHINE. |
| STS-93 Columbia              | 23 – 28 lipca 1999                   | Eileen M. Collins, Jeffrey S. Ashby, Steven A. Hawley, Catherine G. Coleman, Michel A.C. Tognini                                             | Umieszczenie na orbicie teleskopu Chandra X-Ray Observatory. |
| STS-103 Discovery            | 20 – 28 grudnia 1999                 | Curtis L. Brown Jr., Scott J. Kelly, Steven L. Smith, C. Michael Foale, John M. Grunsfeld, Claude Nicollier, Jean-François A. Clervoy        | Trzecia misja serwisowa do teleskopu Hubble’a. 3 x EVA (Smith, Grunsfeld, Foale, Nicollier). |
| STS-99 Endeavour             | 11 – 22 lutego 2000                  | Kevin R. Kregel, Dominic L.P. Gorie, Janet L. Kavandi, Janice E. Voss, Mamoru Mōri, Gerhard P.J. Thiele                                      | Shuttle Radar Topography Mission. Wykonanie radarowej mapy 80% powierzchni lądów. |
| Sojuz TM-30                  | 4 kwietnia – 16 czerwca 2000         | Siergiej W. Zalotin, Aleksandr J. Kaleri | Połączenie ze stacją Mir. Ostatnia, 28. załoga podstawowa stacji. 1 x EVA. |
| STS-101 Atlantis (ISS-2A.2a) | 19 – 29 maja 2000                    | James D. Halsell Jr., Scott J. Horowitz, Mary E. Weber, Jeffrey N. Williams, James S. Voss, Susan J. Helms, Jurij W. Usaczow                 | Połączenie z Międzynarodową Stację Kosmiczną. Dostarczenie zaopatrzenia w module Spacehab. 1 x EVA (Voss, Williams). |
| STS-106 Atlantis (ISS-2A.2b) | 8 – 20 września 2000                 | Terrence W. Wilcutt, Scott D. Altman, Daniel C. Burbank, Edward T. Lu, Richard A. Mastracchio, Jurij I. Malenczenko, Boris W. Morukow        | Połączenie z Międzynarodową Stację Kosmiczną. Prace montażowe przy module Zwiezda. 1 x EVA (Lu, Malenczenko). |
| STS-92 Discovery (ISS-3A)    | 11 – 24 października 2000            | Brian Duffy, Pamela A. Melroy, Kōichi Wakata, Leroy Chiao, Peter J.K. Wisoff, Michael E. Lopez-Alegria, William S. McArthur Jr.              | Dostarczenie na Międzynarodową Stację Kosmiczną i montaż segmentu Z1 kratownicy ITS oraz łącznika cumowniczego PMA 3. 4 x EVA (Chiao, McArthur, Wisoff, Lopez-Alegria). |
| Sojuz TM-31 (ISS-2R)         | 31 października 2000 – 21 marca 2001 | Jurij P. Gidzenko, Siergiej K. Krikalow, William M. Shepherd                                                                                 | Ekspedycja 1 na Międzynarodowej Stacji Kosmicznej. Załoga powróciła na Ziemię na pokładzie STS-102. |
| STS-97 Endeavour (ISS-4A)    | 1 – 11 grudnia 2000                  | Brent W. Jett Jr., Michael J. Bloomfield, Joseph R. Tanner, Carlos I. Noriega, J.J.-P. Marc Garneau                                          | Dostarczenie na Międzynarodową Stację Kosmiczną i montaż segmentu P6 kratownicy ITS oraz baterii słonecznych i radiatorów. 3 x EVA (Tanner, Noriega). |